# Société Polk

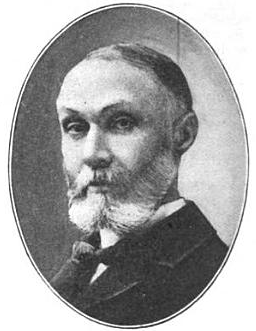
portrait de Ralph Lane Polk

La société Polk est une entreprise américaine fondée en 1870 par la famille Polk, qui fournit des informations et des solutions markéting pour le monde automobile et ses industries : fabricants et négociants automobiles, sociétés d’accessoires automobiles, compagnies d'assurance, sociétés de financement, sociétés de médias, agences de publicité, organisations de conseils, agences gouvernementales et sociétés d'études de marché. C’est donc une entreprise du tertiaire, désormais leader mondial du marché des données automobiles ; elle compte près de 1500 employés dans le monde entier (Europe, Amérique, Asie) dont près 350 en Europe (Royaume-Uni, France, Espagne, Allemagne, Italie). 